# Alpena, Michigan
Alpena [ælˈpiːnə] är en stad i den amerikanska delstaten Michigan med en yta av 23,91 km² och en folkmängd som uppgår till 10 483 invånare (2010). Alpena är administrativ huvudort i Alpena County.

## Kända personer från Alpena
- William Comstock, politiker, guvernör i Michigan 1933-1935